# Маддуватта
Маддуватта — царь Арцавы, правивший на рубеже XV—XIV веков до н. э. Известен по хеттскому документу, представляющему собой фрагменты письма от царя Арнуванды Маддувате. Этот документ содержит упрёки царя в адрес непокорного вассала и известен как «Обличение Маддуватты».

## Биография
Маддуватта был свергнут с престола правителем Аххиявы Аттарсией и бежал к хеттам. Хеттский царь Тудхалия предложил ему управление вассальной областью Харияти в горах, повидимому, недалеко от рубежей хеттских владений. Маддуватта, однако, отклонил это предложение и вместо Харияти получил в управление другую область — Циппаслу, вероятно, расположенную в том же регионе. В документе упоминается также, что во владения Маддуваты вошли земли вокруг реки Сиянти. Земли Маддуватты располагались, согласно оценке хеттолога Т. Р. Брайса, между Нижней землёй и конгломератом владений Арцавы — рядом с царством Купанты-Инары (первой областью, куда он впоследствии попытался вторгнуться), Хапаллой и, возможно, Питассой.
Уже к моменту воцарения в Циппасле в распоряжении Маддуваты были значительные войска, частично пришедшие вместе с ним из Аххиявы, а частично полученные от Тудхалии для обеспечения контроля над полученными землями. Маддуватта вскоре посчитал, что их достаточно и для расширения владений за счёт соседей. Он предпринял вторжение в Арцаву, но был разбит Купанта-Инарой и вынужден скрываться. Этот поход был прямым нарушением вассальной клятвы, принесённой Тудхалии, но царь выступил в его защиту, двинув собственные войска против Купанта-Инары и заставив того отступить в собственные владения. В этой кампании Тудхалия захватил значительные трофеи, которые, согласно письму, передал Маддуватте. Мягкое отношение хеттских царей к своевольным вассалам было, как отмечает Брайс, рядовым явлением, но данный эпизод из общего ряда выделяет факт награждения такого вассала военной добычей. Фактически, как предполагает исследователь, кампания Маддуватты могла послужить собственным интересам Тудхалии ввиду враждебного отношения Купанта-Инары к хеттской империи. Развязанный формально непокорным вассалом пограничный конфликт, в ходе которого войска соседа вторглись на территорию, подвластную Тудхалии, дал ему дипломатические основания для боевых действий, в ходе которых войскам Купанта-Инары было нанесено серьёзное поражение.
Вслед за этим в хеттские земли вторглись войска Аттарсии; целью этой экспедиции, согласно письму, были пленение и убийство Маддуватты. Хеттскому царю снова пришлось послать армию на защиту вассала. Этому войску под командованием Киснапили удалось отразить неприятеля и восстановить власть Маддуваты в переданных ему землях. После победы, однако, Киснапили со своими силами не покинул регион, а остался по соседству с владениями Маддуватты — возможно, для обеспечения обороноспособности. Это соседство, однако, не устраивало Маддуватту, и он вступил в открытое протиовостояние с хеттскими силами, добившись признания собственной власти жителями городов Далавы и Хиндувы. Эти города, по-видимому, платили хеттам дань, но в них были сильны антихеттские настроения, и для Маддуватты, по оценке Брайса, этот инцидент стал пробой сил в противостоянии с имперскими властями. Расчёт на то, что в Хаттусе не захотят устраивать дорогостоящих военных действий по мелкому поводу, себя оправдал. Далее, снова в нарушение вассальных обязательств перед Тудхалией, Маддуватта заключил мир с Купанта-Инарой, скреплённый династическим браком. В сохранившихся фрагментах письма не содержится информации о реакции Тудхалии; Брайс, однако, предполагает, что тот счёл возможным поверить в версию о планах Маддуватты в дальнейшем избавиться от Купанта-Инары и таким образом устранить враждебного хеттам западного соседа без непосредственного участия Хаттусы. В отсутствие реакции со стороны хеттов Маддуватта продолжил расширять собственные владения, захватив Арцаву. После этого, согласно письму Арнуванды, он спровоцировал поход хеттских войск в Хапаллу, формально уже бывшую частью империи, но сохранявшую сильные антихеттские настроения, и использовал этот поход для установления собственного контроля над непокорным регионом.
После Хапаллы Маддуватта расширял свои владения далее на запад, захватив города Зуманти, Валларимму, Аттаримму, Суруту и Хурсунассу в регионе Лукка и Упнихувала. Он также заключил союз со старейшинами Питассы; таким образом, под его контролем военным или мирным путём оказалась сосредоточена вся юго-западная Анатолия. Также Маддуватта вступил в отношения со своим бывшим врагом Аттарсией, когда тот совершал поход «на страну Аласию» (Кипр); поскольку Арнуванда сам заявлял права на Аласию, это отмечается в письме как пример нарушения вассальной клятвы.
Хотя создание обширного царства на юго-западной границе владений хеттов может выглядеть как доказательство слабости их властителей, Брайс считает более реалистичной оценку, согласно которой первых царей Новохеттского царства попросту не интересовал этот регион: их внимание было сосредоточено на востоке, и возникновение буферного государства на западе им напрямую не угрожало.